# Aretxabaleta
Aretxabaleta is een gemeente in de Spaanse provincie Gipuzkoa in de regio Baskenland met een oppervlakte van 29 km². Aretxabaleta telt 6.993 inwoners (1 januari 2016).

## Demografische ontwikkeling
Bron: INE, 1857-2011: volkstellingen

## Geboren
- José Javier Barkero (1979), voetballer